# 씨앗 나눔

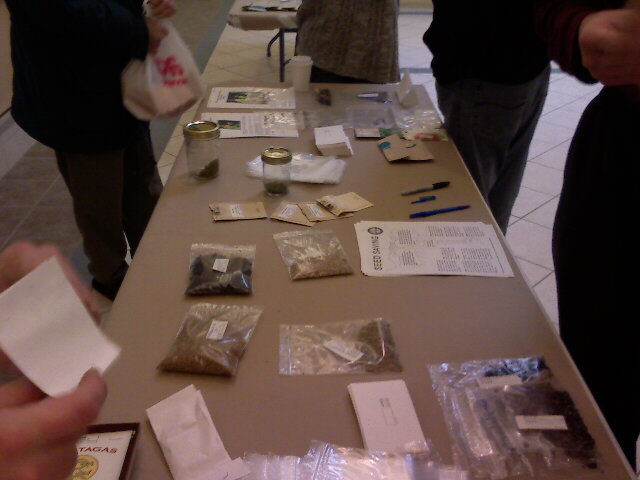
미국 일리노이주 어배너에서 이루어진 씨앗 나눔 행사

씨앗 나눔은 사람들이 모여 식물의 씨앗을 주고 받는 것이다. 교환은 오프라인 행사, 우편, 인터넷 등을 통해 이루어진다. 도시 농업이나 정원 가꾸기에 관심 있는 사람이 늘면서 씨앗 나눔 행사도 많아지고 있으며, 토종 식물, 재래 작물·품종 등의 씨앗이 흔히 교환된다. 씨앗 나눔 행사가 씨앗 도서관에서 이루어지기도 한다.

## 같이 보기
- 공동정원
- 선물 경제
- 씨앗 도서관